# Championnats du monde de ski de vitesse 2025
Navigation
Vars 2024
Les Championnats du monde de ski de vitesse 2025 se sont déroulé à Vars (France) sous l'égide de la fédération internationale de ski. Quatre titres ont été attribués, un pour les hommes et un pour les femmes dans les catégories Senior et Junior. Ç'est la 7e fois que ces championnats du monde FIS sont organisés à Vars. 
Chez les hommes, le Français Simon Billy, l'emporte pour la quatrième fois consécutive,. Il devance l'Autrichien Manuel Kramer (pour la troisième fois vice-champion du monde) et l'Italien Simone Origone, sextuple champion du monde et vainqueur de la coupe du monde de l'année pour la seizième fois. Il remporte ces championnats avec une vitesse de 229 km/h alors que le départ n'a pas pu être donnée du point le plus haut de la piste. La réclamation portée par la délégation italienne sur la dorsale de Simon Billy est rapidement écartée par le jury. 
Chez les dames, l'Italienne Valentina Greggio l'emporte pour la cinquième fois. Elle est suivie par la Suédoise Agnes Abrahamsson (qui monte pour la première fois sur le podium de ces championnats)  et la Française Cléa Martinez.

## Participants
| Amérique                                                  | Asie                                                     | Europe |
| --------------------------------------------------------- | -------------------------------------------------------- | --- |
| - Canada (4) - États-Unis (1)                             | - Japon (1)                                              | \| - Allemagne (1) - Finlande (2) - France (24) - Italie (4) \| - Autriche (1) - Suède (10) - Suisse (1) - Slovaquie (1) \| - Slovénie (1) - Espagne (2) - Tchéquie (4) - Royaume-Uni (1) \| |
| - Canada (4) - États-Unis (1)                             | Océanie                                                  | \| - Allemagne (1) - Finlande (2) - France (24) - Italie (4) \| - Autriche (1) - Suède (10) - Suisse (1) - Slovaquie (1) \| - Slovénie (1) - Espagne (2) - Tchéquie (4) - Royaume-Uni (1) \| |
| - Canada (4) - États-Unis (1)                             | - Nouvelle-Zélande (1)                                   | \| - Allemagne (1) - Finlande (2) - France (24) - Italie (4) \| - Autriche (1) - Suède (10) - Suisse (1) - Slovaquie (1) \| - Slovénie (1) - Espagne (2) - Tchéquie (4) - Royaume-Uni (1) \| |
| - Allemagne (1) - Finlande (2) - France (24) - Italie (4) | - Autriche (1) - Suède (10) - Suisse (1) - Slovaquie (1) | - Slovénie (1) - Espagne (2) - Tchéquie (4) - Royaume-Uni (1) |

## Piste
| Nom                | Chabrières |
| Altitude de départ | 2720 m     |
| Altitude d’arrivée | 2285 m     |
| Dénivellation      | 435 m      |
| Longueur totale    | 1200 m     |
| Longueur utile     | 670 m      |
| Pente maximum      | 0098 %     |
| Pente moyenne      | 0055 %     |

## Podiums
| Épreuves | Or                | Argent            | Bronze            |
| Hommes   | Hommes            | Hommes            | Hommes            |
| -------- | ----------------- | ----------------- | ----------------- |
| Elite S1 | Simon Billy       | Manuel Kramer     | Simone Origone    |
| Juniors  | Enzo Vita         | Matias Labit      | Fredrik Eaton     |
| Femmes   |                   |                   |                   |
| Elite S1 | Valentina Greggio | Agnes Abrahamsson | Cléa Martinez     |
| Juniors  | Pauline Sabatut   | Amanda Ribbegardh | Villemo Andersson |

## Résultats détaillés
| Rang               | Skieur           | Vitesse |
| ------------------ | ---------------- | ------- |
| Médaille d'or      | Simon Billy      | 229,13  |
| Médaille d'argent  | Manuel Kramer    | 228,45  |
| Médaille de bronze | Simone Origone   | 227,24  |
| 04                 | Jukka Viitasaari | 226,88  |
| 05                 | Tawny Wagstaff   | 226,77  |
| 06                 | Radim Palán      | 225,87  |
| 07                 | Michal Bekeš     | 224,38  |
| 08                 | Bastien Montes   | 223,63  |
| 09                 | Olof Abrahamsson | 223,25  |
| 10                 | Philippe May     | 222,71  |

| Rang               | Skieuse                 | Vitesse |
| ------------------ | ----------------------- | ------- |
| Médaille d'or      | Valentina Greggio       | 225,73  |
| Médaille d'argent  | Agnes Abrahamsson       | 218,42  |
| Médaille de bronze | Cléa Martinez           | 216,85  |
| 04                 | Siri Kling Andersson    | 214,05  |
| 05                 | Cornelia Thun Sandström | 210,93  |
| 06                 | Mathilda Persson        | 209,92  |
| 07                 | Maëlle Loridon          | 209,76  |
| 08                 | Marta Visa Carol        | 207,37  |
| 09                 | Sylvie Hudečková        | 204,02  |